# Фромм, Эрих
Э́рих Зелигманн Фромм (нем. Erich Seligmann Fromm; 23 марта 1900[…], Франкфурт-на-Майне, Пруссия — 18 марта 1980[…], Муральто, Тичино) — немецкий социолог, философ, социальный психолог, психоаналитик, представитель Франкфуртской школы, один из основателей неофрейдизма и фрейдомарксизма.

## Биография
Эрих Фромм родился в ортодоксальной еврейской семье 23 марта 1900 года во Франкфурте-на-Майне (Пруссия). Его мать Роза (в девичестве Краузе (Krause)) была дочерью раввина, эмигрировавшего из города Познани, входившей в те времена в состав Пруссии. Отец, Нафтали Фромм, был сыном и внуком раввинов (среди его предков был известный талмудист XIX века Зелигман-Бер Бамбергер). Первоначально его религиозным образованием занимался его двоюродный дедушка по материнской линии талмудист Людвиг Краузе. По воспоминаниям самого Фромма, его больше всего интересовали такие сюжеты, как «конец времен» или «мессианское время» у пророков Амоса, Исайи, Осии: их описания всеобщего мира и гармонии между людьми и между человеком и природой произвели сильное впечатление на 12-летнего Фромма.
Во Франкфурте Фромм посещал национальную школу, в которой наряду с основами вероучения и религиозными традициями преподавались и все предметы общеобразовательного цикла. Окончив её в 1918 году, он поступил в Гейдельбергский университет, где изучал философию, социологию и психологию. В 1922 году под руководством Альфреда Вебера он защитил докторскую диссертацию по социологии по теме «Иудейский Закон. К социологии диаспорного еврейства». Психоаналитическую подготовку Фромм завершил в Берлинском психоаналитическом институте. В разные годы здесь практиковали и преподавали Шандор Радо, Макс Эйтингон, Вильгельм Райх и другие видные аналитики. Здесь Фромм близко познакомился с Карен Хорни, чья протекция впоследствии помогла ему получить должность профессора в Чикаго.
В 1925 году Фромм завершил обязательную психоаналитическую подготовку и затем открыл собственную частную практику в Берлине. В целом Фромм был активным практикующим психоаналитиком на протяжении 35 лет. Обширная практика, общение с пациентами дали Фромму богатый материал для переосмысления соотношения биологического и социального в формировании человеческой психики. Анализ эмпирического материала был осуществлён им в период работы в Институте социальных исследований во Франкфурте-на-Майне (1929—1932).
После прихода Гитлера к власти в 1933 году Фромм переехал сначала в Женеву, а затем в 1934 году в Нью-Йорк, США. Там он продолжил практику в качестве психоаналитика и преподавал в Колумбийском университете.
С 1938 года начал писать работы на английском языке (до этого — на немецком).
В 1943 году Фромм помог сформировать Нью-йоркское отделение Вашингтонской школы психиатрии, а в 1946 году выступил в качестве сооснователя Института психиатрии Уильяма Алансона Уайта.
В 1950 году Фромм переехал в Мехико, где преподавал в Национальном автономном университете Мексики до 1965 года.
Будучи в Мексике, Фромм посвятил себя исследованию Нового времени, исследованию социальных проектов прошлого и настоящего; издал книгу «Здоровое общество», в которой выступил с критикой капиталистической системы. В 1960 году Фромм вступил в Социалистическую партию США и написал её Программу, которая, впрочем, из-за партийных споров была отвергнута. Фромм продолжил заниматься политической деятельностью, выступал с лекциями, писал книги и участвовал в митингах.
В период с 1957 по 1961 год также преподавал психологию в Мичиганском государственном университете, а с 1962 года — в Нью-Йоркском университете. В 1962 году участвовал в качестве наблюдателя на конференции по разоружению в Москве.
В 1968 году у Фромма случился первый инфаркт. В 1974 году он переехал в Муральто (или Локарно). Вскоре после окончания работы «Иметь или быть», в 1977 году, с ним случается второй, а потом и третий (1978 год) инфаркт. Он скончался в Швейцарии в своем доме в 1980 году, не дожив несколько дней до своего 80-летия.

## Социально-философские идеи Фромма
По убеждению Фромма, классический психоанализ способствовал обогащению знаний о человеке, но он не увеличил знаний о том, как человек должен жить и что он должен делать. По его мнению, Фрейд пытался представить психоанализ в качестве естественной науки, но совершил ошибку, уделив недостаточно внимания проблемам этики. Между тем нельзя понять человека, если рассматривать его под углом зрения вытеснения сексуальных влечений, а не во всей целостности, включая потребность найти ответ на вопрос о смысле его существования и отыскать нормы, в соответствии с которыми ему надлежит жить. Фромм стремился перенести акцент с биологических мотивов человеческого поведения в психоанализе на социальные факторы, показать, что «человеческая натура — страсти человека, и тревоги его — продукт культуры».

… дружелюбие или враждебность и разрушительность, жажда власти и стремление к подчинению, отчуждённость, тенденция к самовозвеличению, скупость, тяга к чувственным наслаждениям или страх перед ними — все эти и многие другие стремления и страхи, которые можно обнаружить в человеке, развиваются как реакции на определённые условия жизни. <…> Ни одна из таких склонностей не является изначально присущей человеку. <…> Образ жизни, обусловленный особенностями экономической системы, превращается в основополагающий фактор, определяющий характер человека, ибо властная потребность самосохранения вынуждает его принять условия, в которых ему приходится жить.

В своей книге «Бегство от свободы» (1941) Фромм исследовал сложную ситуацию, в которой оказывается человек западной культуры, где стремление к индивидуальности ведёт к одиночеству, ощущению своей ничтожности и бессилия. Он провёл анализ периода становления личности эры капитализма — периода формирования новой философии, нового взгляда на человека и смысл его жизни. Большое внимание он уделяет периоду Реформации и учениям Лютера и Кальвина, видя в их идеях истоки современного капиталистического уклада. На примере психологического анализа мировоззрений Лютера и Кальвина Фромм пытается дать более развёрнутую и полную картину исторических процессов и их влияния на человека, определить причины бегства человека от самого себя и от собственной свободы. Во второй своей книге «Человек для самого себя» 1947 г., которая по сути является продолжением «Бегства от свободы», Фромм рассматривает проблемы этики, норм и ценностей, которые ведут человека к самореализации и осуществлению его возможностей: «Наше поведение во многом определяется ценностными суждениями, и на их обоснованности зиждется наше психологическое здоровье и благополучие <…> Согласно последним данным, неврозы рассматриваются как симптом моральной несостоятельности (хотя „приспособление“ никоим образом не может рассматриваться как симптом морального благополучия)».
Для Фромма неврозы — это симптомы морального поражения человека в его жизнедеятельности, в том числе в борьбе за свободу. Невроз можно понять как неудачную попытку разрешения конфликта между непреодолимой внутренней зависимостью и стремлением к свободе, конфликта, который имеет моральную подоплёку. Во многих случаях невротические симптомы суть конкретное выражение морального конфликта. Это означает, что успешность терапевтических усилий в первую очередь зависит от понимания и решения моральной проблемы человека.

… неврозы — это выражение моральных проблем, а невротические симптомы возникают как следствие неразрешённых моральных конфликтов.

Основная моральная проблема современности, как она представлялась Фромму, — это безразличие человека к самому себе. Задача гуманистического психоанализа заключается в раскрытии человеком правды о самом себе, в выявлении тех психологических ориентаций в мире, благодаря которым формируется его социальный характер (промежуточное звено между социально-экономической структурой и господствующими в обществе идеями, идеалами), в осмыслении нравственных проблем, способствующих пониманию того, что человек является единственным существом, наделённым совестью. И что любовь есть творческая деятельность, а не слепая страсть, ведущая к безумным поступкам.
Обсуждая нравственные проблемы, Фромм проводит различие между авторитарной совестью (голосом внешнего авторитета родителей, государства, являющимся аналогом фрейдовского Сверх-Я) и гуманистической совестью (не интериоризированным голосом авторитета, а собственным голосом человека, независимым от внешних санкций и поощрений, выражающим его личный интерес и целостность, требующим стать тем, кем он потенциально является). Фромм противопоставляет некрофилии (любви к мёртвому) биофилию (любовь к жизни и живому) и выделяет различные формы агрессии (доброкачественную, то есть биологически адаптивную, служащую делу жизни, и злокачественную, исторически приобретённую, связанную с жестокостью и агрессивностью, со страстью мучить и убивать). Эрих Фромм показывает необходимость в изменении образа жизни, основанном на готовности человека отказаться от различных форм обладания (имения) ради того, чтобы, в первую очередь быть самим собой.
В контексте обсуждаемых Фроммом проблем гуманистический психоанализ представляет собой такую терапию, которая нацелена не столько на приспособление человека к существующей культуре и социальной реальности, сколько на оптимальное развитие его способностей и задатков, реализацию его индивидуальности. Психоаналитик выступает не в роли наставника по приспособлению, а в качестве «целителя души».

Быть означает давать выражение всем задаткам, талантам и дарованиям, которыми наделён каждый из нас. Это значит преодолевать узкие рамки своего собственного «я», развивать и обновлять себя и при этом проявлять интерес и любовь к другим, желание не брать, а давать. <…> Лучше всего, вероятно, модус бытия может быть описан символически, как это подсказал мне Макс Хунзигер. Синий стакан кажется синим, когда через него проходит свет, потому что он поглощает все другие цвета и, таким образом, не пропускает их. Значит, мы называем стакан «синим» именно потому, что он не задерживает синие волны (волны длиной ~ 440—485 нм, которые мы воспринимаем как синий цвет), то есть не по признаку того, что он сохраняет, а по признаку того, что он сквозь себя пропускает.

### Эдипов комплекс
Многие психоаналитики пересмотрели основополагающую идею Фрейда о природе Эдипова комплекса. С точки зрения Фромма, основатель психоанализа неверно интерпретировал миф об Эдипе. Фрейд опирался на трагедию Софокла «Царь Эдип», в то время как необходимо принимать во внимание всю трилогию Софокла, включая такие её части, как «Эдип в Колоне» и «Антигона». В понимании Фромма миф об Эдипе может рассматриваться не как символ инцестуозной любви между матерью и сыном, а как «реакция ребёнка на давление родительского авторитета, который есть неотъемлемая черта патриархальной организации общества».

### Психология религии
Психология религии изучает особенности религиозного сознания, структуру, функции и типы религиозности, специфику религиозного опыта, веры, религиозных чувств, религиозное воспитание и т. д. В широком смысле охватывает все многообразие духовной жизни верующего и сферу его духовных ценностей. Также имеет дело с социально-психологическими факторами в их связи с религиозными представлениями человека и общества.
Отправным пунктом рассуждений о религии для Фромма служит положение о том, что человек, в силу своей психофизической природы, стремится привести к единству все многообразие переживаемого им опыта путем создания тех или иных идеалистических систем. Такая интенция, согласно Фромму, является сущностной чертой человека и не оставляет за ним возможности остаться в стороне от какого-либо типа религиозного опыта. Всякий человек, утверждает автор, имеет религиозную потребность в системе ориентации и объекте для служения. В поддержку этого положения приводится факт наличия религии во все исторические эпохи во всех культурных регионах.
Вопрос, на который особенно обращает внимание Фромм, заключается не в том, чем являются религиозные системы сами по себе, но в том, каков их характер — способствуют они раскрытию человеческих сил или парализуют их.
Фромм призывает задуматься о степени доверия, которую заслуживают некоторые массовые религии, приводя пример с индивидуальной верой. Если, пишет Фромм, человек не сумел достичь интеллектуальной зрелости, психической полноценности, цельности, он становится неспособным к свободной творческой деятельности, он превращается в раба своих низших потребностей за неимением лучших ориентиров. Однако такой человек будет ревностно защищать свое полное право на выбор именно такого мировоззрения. То же может происходить и в гораздо более крупных масштабах. Число последователей того или иного верования ещё не является показателем его адекватного соответствия первоначальному стремлению человека — желанию обрести единство с миром и самим собой.
Фромм ставит в большую заслугу психоанализу открытие возможного несоответствия между истинными желаниями и осознаваемыми мотивами. То, каким образом мы сами себе представляем нашу мотивацию — это результат рационализации, то есть попытки найти компромисс между стремлением следовать стаду и стремлением следовать разуму. Истина же — это, что скрыто в бессознательном. Неистинные рационализации — это те, что скрывают настоящее желание, и те, что на деле не имеют той значимости, которую декларируют.
Так, с помощью психоанализа в некоторых религиях можно обнаружить подобные противоречия, которые указывают на разрыв между сознательно принимаемыми мнениями и скрытым за ним чувством. Фромм предлагает называть такие религии авторитарными. Они характеризуются, в первую очередь, тем, что человек в них не принадлежит самому себе. В них господствует вера, что человеком управляет некая высшая сила, и эта сила вольна требовать от него повиновения. Тогда наивысшей добродетелью считается послушание, а непослушание — страшным грехом. Чем больше превозносится бог, тем немощнее представляется человек. Сущность всех авторитарных религий ярко выражена в кальвиновском учении, которое декларирует полное презрение самого себя, подчинение ума, исполненного своей скудостью. Так как понятие религиозного опыта трактуется Фроммом крайне широко, то можно говорить о том, что такие религии с тем же успехом уживаются и в светской картине мира. Любое общество, где правит привилегированное меньшинство, имеющее контрастирующе широкий доступ к ресурсам, воплощает подобные идеалы. 
Совсем иначе обстоит дело в прочих религиях, называемых гуманистическими. Их целью является раскрытие места человека в мире через его собственные, пусть и ограниченные, способности. Эти религии, куда можно отнести учения ранних буддистов, Спинозы, Иисуса, Сократа, культ Разума в эпоху Просвещения, призывают к любви и заботе о себе и окружающих, к поиску чувства единства всего в мире в своем уме и сердце. Их главная добродетель в самореализации. Гуманистические религии не создают ложной рационализации фундаментальной человеческой потребности.
Таким образом, ключевая задача — это привести общество к «истинным» гуманистическим религиям, то есть таким, которые способны раскрыть человеческие силы и стать реальным ответом на потребность человека в равновесии и гармонии его мира.

## Известность
Известность Фромму как психоаналитику, социологу и социальному критику принесло «Бегство от свободы», опубликованное во время Второй мировой войны. Работа стала значимым предшественником теории тоталитаризма и исследований авторитарных личностей, политической социологии эмоций. Акценты Фромма на психологических предпосылках фашизма перекликались с исследованиями «национального характера» немцев и японцев, а его тезис о том, что фашизм вырос из низов среднего класса, соответствовал мейнстриму того времени (позднее выраженному в работе Мартина Липсета «Политический человек», 1960). Эта и ряд последующих книг Фромма, затрагивающих актуальные культурные, политические и интеллектуальные вопросы того времени, вывели его в число ведущих интеллектуалов Америки 1940-х — начала 1960-х годов. Наиболее известной книгой стало «Искусство любить» (1956), её общий тираж превысил 25 миллионов экземпляров.
Популярность Фромма в этот период объясняется «потребностями» антропологии, социологии, психоанализа и марксизма. Фромм повлиял на многих американских социологов середины XX века, включая Парсонса, Мертона и Рисмена и стал одним из предтеч «критической социологии» и социальной психологии как отдельной дисциплины, внес вклад в развитие антропологии. Его работы 1940-х и 1950-х годов способствовали распространению и популяризации в США психоанализа и марксизма как в социальных науках, так и в интеллектуальной среде. Больше всего читали Фромма в Латинской Америке, Центральной и Восточной Европе.
С середины 1960-х годов Фромм вышел из моды: его марксистский гуманизм не сочетался с постмодернистским антигуманизмом Деррида, а его либертарный демократический социализм не вписывался ни в радикальные идеи новых левых 1970-х годов, ни в неолиберализм и консерватизм 1980-х. Для контркультуры Фромм оказался слишком консервативным, хотя, парадоксально, он внес вклад в политический радикализм шестидесятых . Многие психоаналитики критиковали Фромма за отказ от Фрейда; ещё в 1950-е годы Маркузе посчитал, что неофрейдизм приводит к упрощению к политическому конформизму. Другие критики, как антимарксист Даниел Белл, не принимали его гуманистическую интерпретацию Маркса, с чем соглашались альтюссерианцы и советские авторы. В области психологии Фромм занимал значимое место в 1950-х годах, оппонируя бихевиоризму К. Скиннера; дальнейшая специализация и профессионализация науки, развитие психологии в сторону когнитивистики, экспериментальной социальной психологии и биологии исключили Фромма из мейнстрима.

## Семья
- Первая жена — Фрида Райхман — приходилась двоюродной сестрой Эстер Маркс, жене друга Фромма — израильского писателя Шмуэля Агнона[24].

## Список работ
- Фромм Э. Иудейский Закон. К социологии диаспорного еврейства = Das jüdische Gesetz. Ein Beitrag zur Soziologie des Diaspora-Judentums. — Диссертация по социологии. — 1922. — 202 с.
- Фромм Э. О методе и задаче аналитической социальной психологии. Заметки о психоанализе и историческом материализме (нем.) = Über Methode und Aufgaben einer analytischen Sozialpsychologie. Bemerkungen über Psychoanalyse und historischen Materialismus // Zeitschrift für Sozialforschung : журнал. — Франкфурт-на-Майне: Institut für Sozialforschung, 1932. — Nr. 1. — S. 28—54.
- Фромм Э. Психоаналитическая характерология и её значение для социальной психологии (нем.) = Die psychoanalytische Charakterologie und ihre Bedeutung für die Sozialpsychologie // Zeitschrift für Sozialforschung : журнал. — Франкфурт-на-Майне: Institut für Sozialforschung, 1932. — Nr. 1. — S. 253—277.
- Фромм Э. Социально-психологическая часть = Sozialpsychologischer Teil // Исследования авторитета и семьи. Отчёт об исследованиях Института Социальных Исследований = Studien über Autorität und Familie. Forschungsberichte aus dem Institut für Sozialforschung / Под ред. М. Хоркхаймера. — Париж, 1936. — С. 77—135.
- Фромм Э. Второй раздел: опрос = Zweite Abteilung: Erhebungen // Исследования авторитета и семьи. Отчёт об исследованиях Института Социальных Исследований = Studien über Autorität und Familie. Forschungsberichte aus dem Institut für Sozialforschung / Под ред. М. Хоркхаймера. — Париж, 1936. — С. 229—469.

- Фромм Э. «Дианетика»: искателям сфабрикованного счастья. Рецензия на книгу «Дианетика» Л. Рона Хаббарда (1950). Пер. с англи. и посл. А. М. Руткевича // Человек : журнал. — 1996. — № 2. — С. 54—59.
- Фромм Э. Бегство от свободы = Die Furcht vor der Freiheit (1941) / Перевод Г. Ф. Швейника. — М.: АСТ, 2011. — 288 с. — (Philosophy). — 2000 экз. — ISBN 978-5-17-065381-2, ISBN 978-5-271-34452-7, ISBN 3-423-35024-5.
- Фромм Э. Бегство от свободы (пер. с англ. и примечания А. И. Фета). — Philosophical arkiv, Nyköping (Sweden), 2016. — 231 с. — ISBN 978-91-983073-5-1.
- Фромм Э. Революционный характер (пер. с англ. А. И. Фета). — Philosophical arkiv, Nyköping (Sweden), 2016. — С. 217—231. — 231 с. — ISBN 978-91-983073-5-1.
- Фромм Э. Психоанализ и этика = Psychoanalyse & Ethik (1946) / Составитель С. Я. Левит. — М.: АСТ, 1998. — 568 с. — (Классики зарубежной психологии). — 10 000 экз. — ISBN 5-15-000776-5.
- Фромм Э. Человек для самого себя. Исследование психологических проблем этики = Man for Himself: An Inquiry Into the Psychology of Ethics (1947) / Перевод Э. М. Спировой. — М.: АСТ, 2010. — 352 с. — (Психология). — 3000 экз. — ISBN 978-5-17-059152-7, ISBN 978-5-403-02471-6.
- Фромм Э. Психоанализ и религия = Psychoanalyse & Religion (1949) / Пер. А. Дванова. — М.: АСТ, 2010. — 160 с. — (Философия. Психология). — 3000 экз. — ISBN 978-5-17-056717-1, ISBN 978-5-403-03207-0.
- Фромм Э. Мужчина и женщина = Man-Woman (1949) / Сост. С. Я. Левит. — М.: АСТ, 1998. — 512 с. — (Классики зарубежной психологии). — 10 000 экз. — ISBN 5-237-00060-6.
- Фромм Э. Забытый язык. Введение в науку понимания снов, сказок и мифов = The Forgotten Language: An Introduction to the Understanding of Dreams, Fairy Tales, and Myths (1951). — М.: АСТ, Астрель, 2010. — 320 с. — (Философия). — 2000 экз. — ISBN 978-5-17-067822-8, ISBN 978-5-271-29093-0.
- Фромм Э. Здоровое общество = The Sane Society (1955) / Пер. Т. В. Банкетовой. — М.: АСТ, Хранитель, 2006. — 544 с. — (Философия. Психология). — 5000 экз. — ISBN 5-17-038308-8, ISBN 5-9713-2807-7, ISBN 5-9762-0185-7.
- Фромм Э. Искусство любить. Исследование природы любви = The Art of Loving. An Enquiry into the Nature of Love (1956) / Пер. Л. А. Чернышёвой. — М.: Педагогика, 1990. — 160 с. — (Philosophy). — 50 000 экз. — ISBN 5-7155-0516-X.
- Фромм Э. Миссия Зигмунда Фрейда. Анализ его личности и влияния = Sigmund Freud's Mission. An Analysis of His Personality and Influence (1959) / Пер. А. М. Руткевича. — М.: Весь мир, 1990. — 144 с. — (Библиотека психоанализа). — 5000 экз. — ISBN 5-7777-0002-0.
- Фромм Э. Дзен-буддизм и психоанализ = Psychoanalysis and Zen Buddhism (1960) // По ту сторону порабощающих нас иллюзий. Дзен-буддизм и психоанализ. — М.: АСТ, 2010. — С. 215—313. — 320 с. — (Психология). — 3000 экз. — ISBN 978-5-17-062183-5, ISBN 978-5-403-03388-6.
- Фромм Э. Может ли человек преобладать? = May Man Prevail? An Inquiry into the Facts and Fictions of Foreign Policy (1961) // Ради любви к жизни. — М.: АСТ, 2000. — С. 189—399. — 400 с. — (Классики зарубежной психологии). — 5000 экз. — ISBN 5-237-04523-5.
- Фромм Э. Марксова концепция человека = Marx’s Concept of Man (1961) // Душа человека. — М.: Республика, 1992. — С. 375—414. — 430 с. — (Мыслители XX века). — 75 000 экз. — ISBN 5-250-01511-5.
- Фромм Э. По ту сторону порабощающих нас иллюзий. Как я столкнулся с Марксом и Фрейдом = Beyond the Chains of Illusion: My Encounter with Marx and Freud (1962) // По ту сторону порабощающих нас иллюзий. Дзен-буддизм и психоанализ. — М.: АСТ, 2010. — С. 5—214. — 320 с. — (Психология). — 3000 экз. — ISBN 978-5-17-062183-5, ISBN 978-5-403-03388-6.
- Фромм Э. Догмат о Христе = The Dogma of Christ and Other Essays on Religion, Psychology and Culture (1963). — М.: АСТ, Олимп, 1998. — 416 с. — (Классики зарубежной психологии). — 10 000 экз. — ISBN 5-7390-0536-1, ISBN 5-15-000631-9.

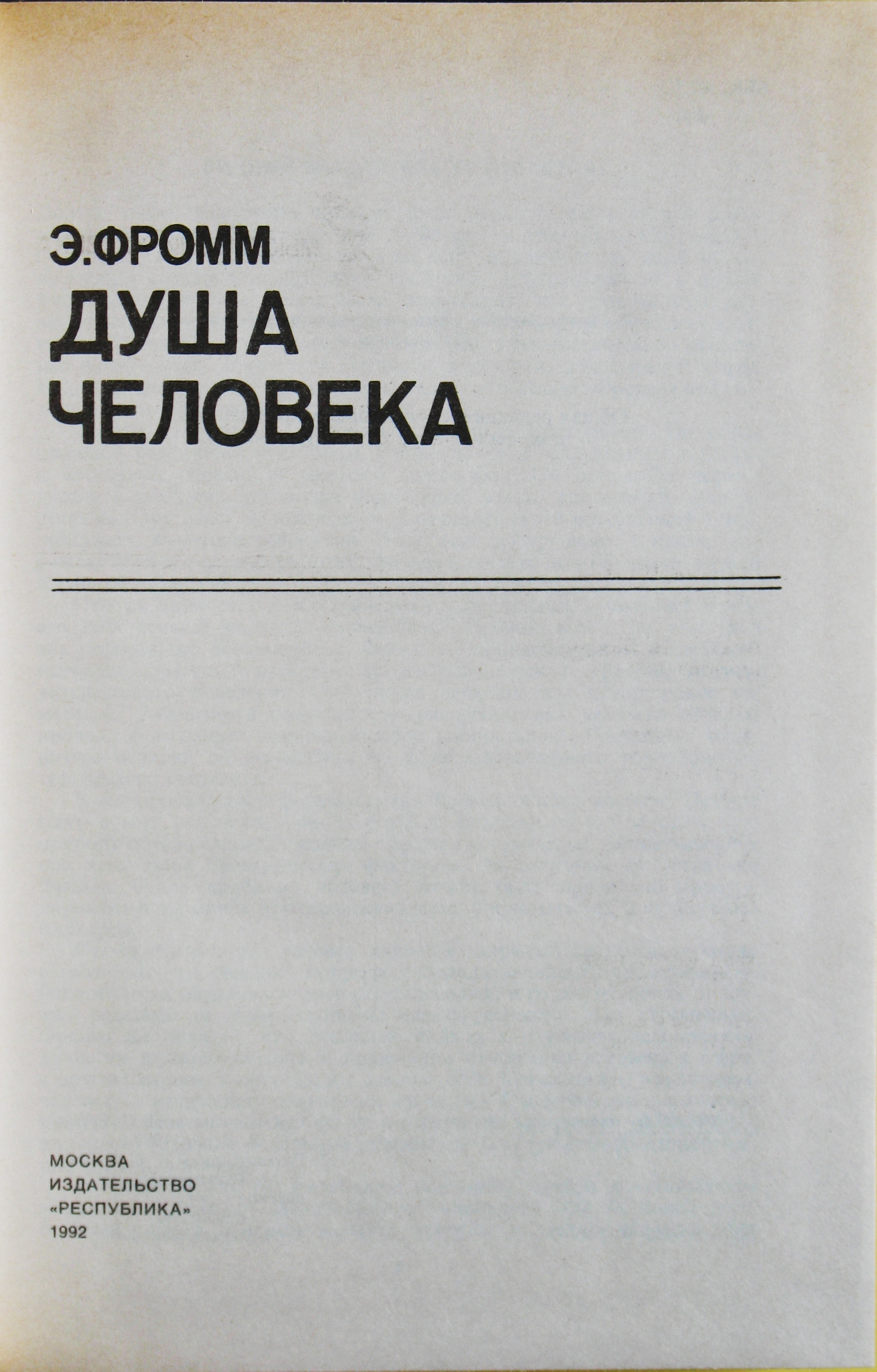
Э. Фромм в серии «Мыслители XX века». Титульный лист

- Фромм Э. Душа человека, её способность к добру и злу = The Heart of Man, its genius for good and evil (1964) / Пер. В. А. Закса. — М.: АСТ, Астрель, 2010. — 256 с. — (Philosophy). — 2000 экз. — ISBN 978-5-17-066520-4, ISBN 978-5-271-28389-5.
- Фромм Э. Социалистический гуманизм = Socialist Humanism. — 1965. — 428 с.
- Фромм Э. Вы будете как боги: радикальная интерпретация Ветхого завета и его традиции = You Shall Be as Gods: a radical interpretation of the Old Testament and its tradition. — 1966. — 252 с.
- Фромм Э. Революция надежды. Навстречу гуманизированной технологии = The Revolution of Hope, toward a humanized technology (1968) / Пер. Т. В. Панфиловой. — М.: АСТ, 2006. — 288 с. — (Классическая и современная проза). — 5000 экз. — ISBN 5-17-037372-4, ISBN 5-9713-2297-4.
- Фромм Э. Природа человека = The Nature of Man. — 1968.
- Фромм Э. Кризис психоанализа = The Crisis of Psychoanalysis (1970) / Перевод П. С. Гуревич. — М.: АСТ, Полиграфиздат, 2010. — 256 с. — (Психология). — 3000 экз. — ISBN 978-5-17-060354-1, ISBN 978-5-403-03275-9, ISBN 978-5-421-50498-6.
- Фромм Э., Маккоби М.. Социальный характер мексиканской деревни = Social Character in a Mexican Village: A Sociopsychoanalytic Study. — 1970.
- Фромм Э. Анатомия человеческой деструктивности = Anatomie der menschlichen Destruktivität (1973) / Пер. с англ. Э. М. Телятникова; Вступ. ст. П. С. Гуревич. — М.: АСТ, Хранитель, Мидгард, 2007. — 624 с. — (Золотой фонд мировой классики. Философия. Психология. История). — 3000 экз. — ISBN 5-17-039867-0, ISBN 5-9713-3459-X, ISBN 5-9762-1303-0.
- Фромм Э. Иметь или быть = To Have or to Be? (1976) / Пер. Э. М. Телятниковой. — М.: АСТ, Астрель, 2010. — 320 с. — (Philosophy). — 2000 экз. — ISBN 978-5-17-067803-7, ISBN 978-5-271-29293-4.
- Фромм Э. Величие и ограниченность теории Фрейда = Greatness and Limitation of Freud’s Thought (1979). — М.: АСТ, 2000. — 448 с. — (Классики зарубежной психологии). — 5000 экз. — ISBN 5-237-04524-3.
- Фромм Э. О неповиновении и другие эссе = On Disobedience and other essays. — 1981.
- Фромм Э. Ради любви к жизни = For the Love of Life. — 1986. — ISBN 5-237-04523-5.
- Фромм Э. Искусство быть = The Art of Being. — 1993.
- Фромм Э. Искусство слушать = The Art of Listening. — 1994.
- Фромм Э. О Бытии человека = On Being Human. — 1997.

### Работы Фромма
- Работы Эриха Фромма в библиотеке журнала «[[Скепсис (журнал)|Скепсис]]». scepsis.net. Дата обращения: 27 июля 2025.
- Интервью Эриха Фромма телеканалу ABC. krasnoe.tv. Дата обращения: 27 июля 2025. Эфир от 25 мая 1958 г. (видео)
- Видео-интервью: Майк Уоллас и Эрих Фромм. zenodo.org. Дата обращения: 27 июля 2025. перевод на русский язык: Анжела Черкашина. doi:10.5281/zenodo.10672

### О Фромме
- Международное общество Эриха Фромма (нем.). fromm-online.org. Дата обращения: 27 июля 2025.
- Александр Тарасов. Наследие Эриха Фромма для радикала конца XX — начала XXI вв. radical-xxi.narod.ru. Дата обращения: 27 июля 2025.
- Андрей Константинов. Радикальный гуманизм Эриха Фромма. noogen.su. Дата обращения: 27 июля 2025.
- Андрей Константинов. О жизни и идеях Эриха Фромма. noogen.su. Дата обращения: 27 июля 2025.
- Андрей Константинов. Учение Эриха Фромма об обществе. noogen.su. Дата обращения: 27 июля 2025.
- Эрих Фромм. web.archive.org. Дата обращения: 12 декабря 2006. на сайте Экзистенциальной и гуманистической психологии HPSY.ru. hpsy.ru. Дата обращения: 27 июля 2025.